# Primavera (álbum de The Gift)
Primavera é o quinto álbum de estúdio da banda portuguesa The Gift, lançado em 2012.
Primavera foi gravado no final de 2011, em dez dias, no Centro Cultural de Belém e lançado a 9 de Janeiro de 2012, menos de um ano depois desde o lançamento de Explode.
O lançamento de Primavera foi um mote para uma digressão ibérica agendada para os meses de Janeiro e Fevereiro, durante a qual a banda apresenta, em duas partes distintas, canções de Primavera e de Explode. Depois desta digressão a banda anunciou uma pausa, devido à gravidez da vocalista, Sónia Tavares.

## Faixas
1. Black
2. La Terraza
3. Open Window
4. Variação sobre Primavera I
5. Sehnsucht
6. Variação sobre Primavera II
7. Blindness
8. Meaning of Life
9. Variação sobre Primavera III
10. Les tulipes de mon Jardin (the perfect you)
11. Primavera
12. Long Time